# Augsburgi egyházmegye
Az Augsburgi egyházmegye (latinul: Dioecesis Augustanus Vindelicorum, németül: Bistum Augsburg) egy németországi római katolikus egyházmegye. Alapítása a 6. századra tehető. Az újkor kezdetén Augsburg a reformáció egyik központjává vált.
Az egyházmegye a münchen-freisingi érsek alá tartozik, székesegyháza az augsburgi Sarlós Boldogasszony-katedrális.
Püspöke 2019. június 4-ig Konrad Zdarsa volt, ekkor Ferenc pápa elfogadta a 75. életévébe lépő puspök lemondását. A sede vacante ideje alatt az egyházmegyét apostoli adminisztrátorként Bertram Meier püspöki helynök kormányozza.

## Története

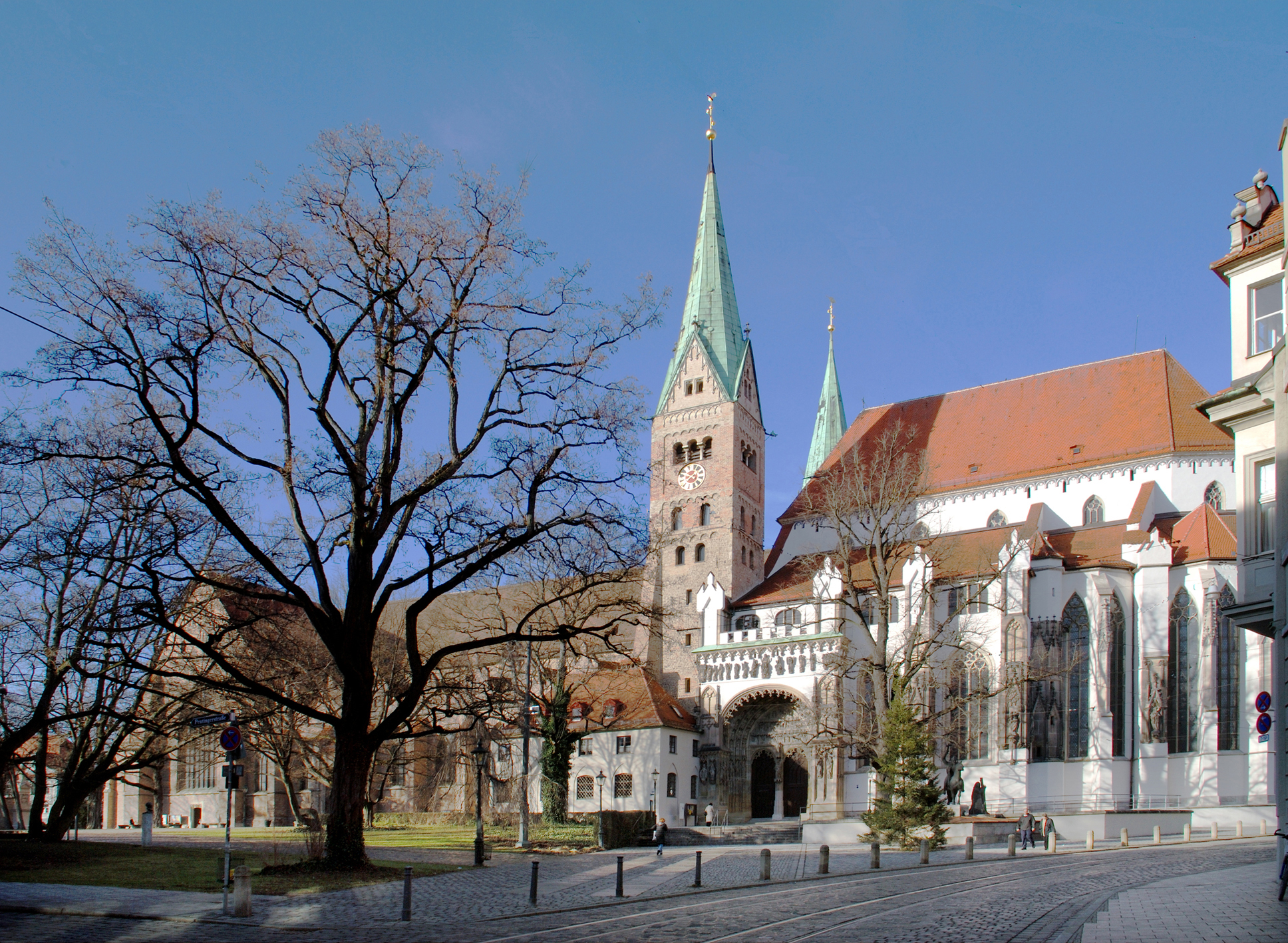
Az augsburgi dóm

### Alapítása
Az egyházmegye területén a kereszténység története a Római Birodalom idejéig nyúlik vissza. Raetia provincia központjaként Augusta Vindelicorum városában nagyobb keresztény közösség élt, ám őket sem kerülte el a keresztényüldözés. 304-ben itt szenvedett vértanú halált Szent Afra, a város és az egyházmegye későbbi védőszentje. A legújabb régészeti kutatások alapján valószínű, hogy a keresztény tradíció a népvándorlás korában is fennmaradt a területen a kora középkorig. Több középkori forrás név szerint említ augsburgi püspököket, ám ezek hitelessége erősen kétséges. Erről az időszakról tehát nem sok információval rendelkezünk, az azonban biztos, hogy a 8. században már létezett a püspökség. Első név szerint is ismert püspöke Szent Wikterp volt 739, vagy 768 körül, aki részt vett Szent Bonifác több szinódusán is. Ő és utódjai számtalan kolostort alapítottak a környéken. Ez idő tájt került át püspökség az Aquileiai patriarkátus alól a maizni érsek alá. 810 körül Szent Simpert püspök alatt kezdték el építeni az első bazilikát, Szűz Mária tiszteletére, ekkorra Augsburg és a környező bencés kolostorok (Ottobeuren, Benediktbeuern, Wessobrunn, Kempten) a szellemi és kulturális élet központjai lettek.

### A Német-római Birodalomban

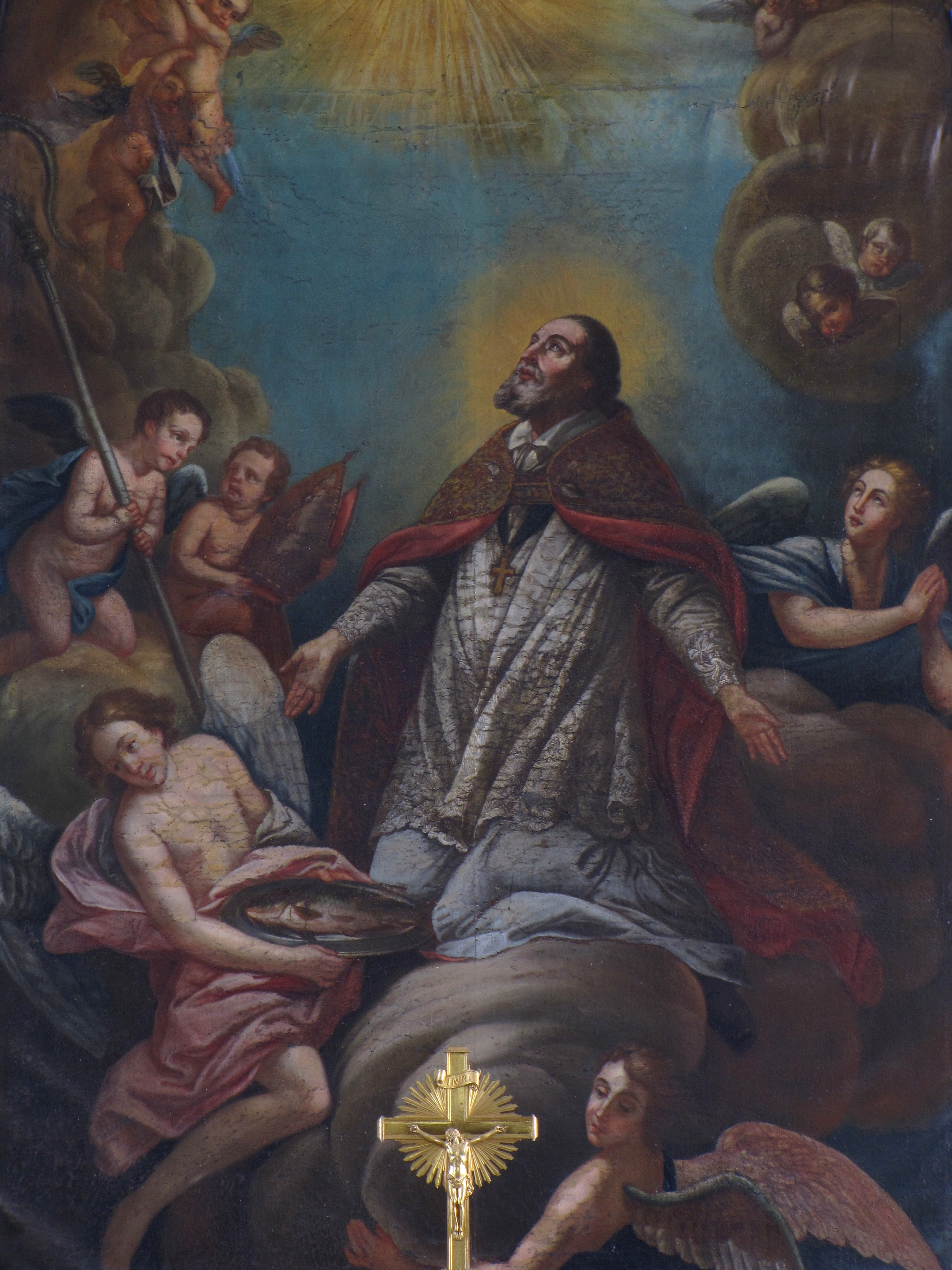
Szent Ulrik püspök

A 9. századtól a püspök már nem csak az egyházmegye főpásztora, hanem a Német-római Birodalom hercege, s Augsburg és a környező területek uralkodója is volt. Uradalma azonban jóval kisebb volt, mint az egyházmegye. A korszak legjelentősebb püspöke Szent Ulrik volt, aki 923-tól ötven éven át volt a város püspöke. Ez idő alatt megújította az egyházmegye hitéletét, nagy hangsúlyt fektetett a klérus és a fiatalság oktatására, támogatta a szegényeket, és számtalan templomot és apátságot épített újjá. Nagy szerepe volt a város védelmében a magyar kalandozások idején, sőt a legenda szerint személyesen vezette a város csapatait a döntő győzelmet hozó augsburgi csatában.
1276-ban Augsburg szabad birodalmi városi rangot nyert I. Rudolf német királytól. A város így kikerült a püspök hatalma alól, ezért a püspök áthelyezte rezidenciáját Dillingenbe. A következő évszázadokban a püspökség és a város is gyors ütemben fejlődött, Augsburg pedig kereskedelmi és üzleti élet egyik központjává vált.

### Reformáció
A reformáció időszakában Augsburg, a gazdag kereskedőváros hamar a protestantizmus egyik fellegvára lett. Főként Luther és Zwingli tanai terjedtek el. A városban alkották meg 1503-ban az ún. ágostai hitvallást, mely az evangélikus vallás legfontosabb hittételeit foglalja össze. 1534. július 22-én a városi tanács nyolc kolostortemplom kivételével betiltotta a katolikus szertartásokat, és csak a város által engedélyezett prédikátorok működhettek. 1547-ben újra engedélyezték a katolikus szertartásokat, majd V. Károly császár nyomására egyenlő szerepet biztosítottak a katolikusoknak és az evangélikusoknak a város vezetésében. Végül az 1555-ben megszületett augsburgi vallásbéke nyugalmat hozott a vallási életben.
A katolikus megújulás Otto Truchsess von Waldburg bíboros regnálásához köthető. Ő hívta meg Canisius Szent Pétert és a jezsuitákat a városba, akik az ellenreformáció legjelentősebb képviselői voltak. Emellett egyetemet alapított Dillingenben, melyet később a jezsuitákra bízott. Reformjainak köszönhetően a katolicizmus újra megerősödött az egyházmegyében. 1598-ban, mindössze 28 évesen szentelték püspökké Heinrich von Knoringent, aki közel ötven évig volt Augsburg püspöke. Hosszú uralkodása alatt számos várost és egyházközösséget, illetve a környék több nemesi családját is visszatérítette a katolikus hitre. Ebben a munkájában ő is a jezsuitákra támaszkodott, akiknek több rendházat is alapított az egyházmegyében.
A harmincéves háború súlyos veszteségeket okozott a püspökségnek, ám az újjáépítést követően, a barokk időszakában az egyházmegye újra fénykorát élte. Ennek csúcs- és egyben végpontja VI. Piusz pápa látogatása volt 1782-ben, ezután megkezdődött a püspökség hanyatlása. A német szekularizációs hullám Augsburgot is elérte: 1802. december 1-én a püspök minden birtoka a Bajor Választófejedelemségre szállt.

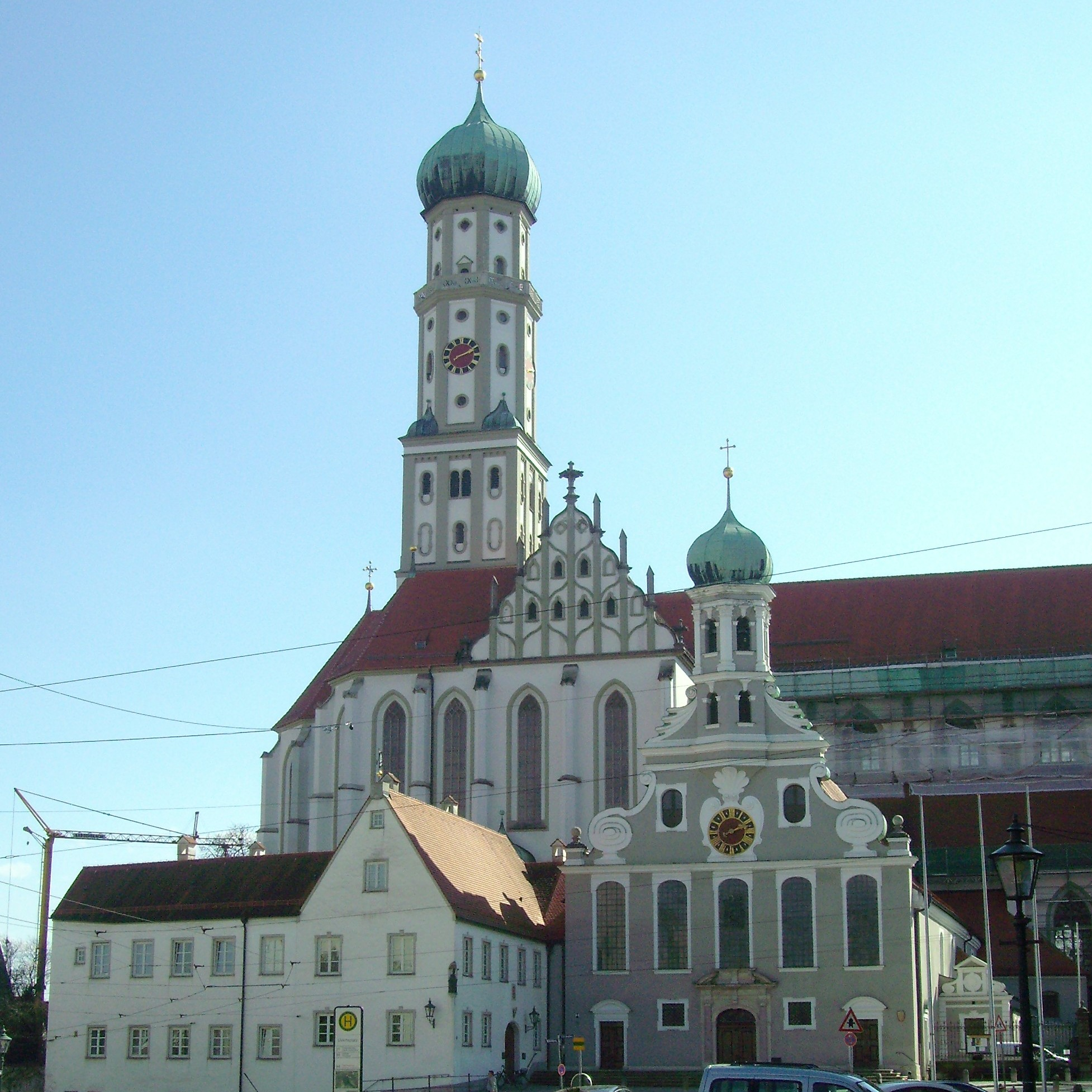
A Szent Ulrik- és Szent Afra-templom Augsburgban. Itt található az egyházmegye három vedőszentjének sírja.

### Újraalapítása
A mai formájában (azaz világi hatalom nélkül) 1817-ben alapították újra a püspökséget a Bajor Királyság és a Szentszék között létrejött konkordátum alapján, melyben rendezték a bajor egyházmegyék sorsát. Augsburg metropolitája a münchen-freisingi érsek lett. 1821-ben további területeket kapott a felszámolt Konstanzi egyházmegyétől, ezzel kialakultak mai határai.
Az újjáalapított egyházmegye püspökei hozzáláttak a politikai harcok árnyékában elhalt hitélet megújításához. Ebben az egyik legnagyobb szerepet a közoktatás fejlesztése, valamint a klérus képzése kapta, de számtalan más vallási intézetet is alapítottak ebben az időben. A szerzetesrendek soha nem látott mértékben kezdtek növekedni. Ez a lendület a 20. század közepéig kitartott, 1965 körül azonban hirtelen megtört. A szerzetesek mellett a 21. század elejére hívők létszáma is apadni kezdett.
1987-ben II. János Pál pápa is meglátogatta az egyházmegyét.

## Egyházszervezet
Az egyházmegye Bajorország délnyugati részén található, mintegy 13 500 km²-en. Területén 998 plébánia működik, ezeket 23 espereskerületben 212 „plébániaközösség” (Pfarreiengemeinschaft) fogja össze.

## Az egyházmegye püspökei

### Augsburg püspökei
- Dionysius/Zosimus (304 körül)
- Perewelf (?)
- Manno (?)
- Wicho (?)
- Zeizzo (?)
- Marchmann (?)
- Wikterp (738–772)
- Tozzo (772–778)
- Szent Simpert (778–807)
- Hanto (807–816)
- Nidker (816–830)
- Udalmann (830–833)
- Lanto (833–860)
- Witgar (861–887)
- Adalpero (887–909)
- Hiltine (909–923)

### Augsburg hercegpüspökei
- Szent Ulrik (923–973)
- I. Henrik (973–982)
- Eticho (982–988)
- Liutold (988–996)
- Gebehard (996–1000)
- I. Siegfried (1000–1006)
- Brúnó (1006–1029)
- I. Eberhard (1029–1047)
- II. Henrik (1047–1063)
- Embriko (1063–1077)
- II. Siegfried (1077–1096)
- Wigold (1077–1088)
- Hermann (1096–1133)
- I. Walther (1133–1152)
- Konrád, von Hirscheck (1152–1167)
- I. Hartwig, v. Lierheim (1167–1184)
- Udalschalk (1184–1202)
- II. Hartwig (1202–1208)
- III. Siegfried, v. Rechberg (1208–1227)
- Siboto, v. Seefeld (1227–1247)
- Hartmann, Dillingen grófja (1248–1286)
- IV. Siegfried, v. Algishausen (1286–1288)
- Wolfhard, v. Roth (1288–1302)
- Degenhard, v. Hellenstein (1303–1307)
- I. Frigyes, v. Faimingen (1309–1331)
- II. Ulrik, v. Schönegg (1331–1337)
- III. Henrik, v. Schönegg (1337–1348)
- Markward, v. Randegg (1348–1365)
- II. Walter, v. Hochschlitz (1365–1369)
- I. János, Schadland (1371–1372)
- Burkhard, v. Ellerbach (Erbach) (1373–1404)
- II. Eberhard, Kirchberg grófja (1404–1413)
- Anzelm, v. Nenningen (1413–1423)
- Friedrich v. Grafeneck (1413–1418)
- I. Péter, v. Schaumberg, bíboros (1424–1469)
- II. János, Werdenberg grófja (1469–1486)
- II. Frigyes, Zollern grófja (1486–1505)
- IV. Henrik, v. Lichtenau (1505–1517)
- Kristóf, v. Stadion (1517–1543)
- Ottó Truchseß, v. Waldburg, bíboros (1543–1573)
- János Eglif, v. Knöringen (1573–1575)
- II. Marquard, vom Berg (1575–1591)
- János Ottó, v. Gemmingen (1591–1598)
- V. Henrik, v. Knöringen (1598–1646)
- Zsigmond Ferenc, osztrák főherceg (1646–1665)
- János Kristóf, v. Freiyberg (1665–1690)
- Sándor Zsigmond, v. Pfalz-Neuburg (1690–1737)
- János Ferenc Schenk, v. Stauffenberg (1737–1740)
- József, hessen-darmstadti tartománygróf (1740–1768)
- Kelemen Vencel, szász herceg, trieri érsek és választófejedelem (1768–1812)

### Augsburg püspökei 1818-tól

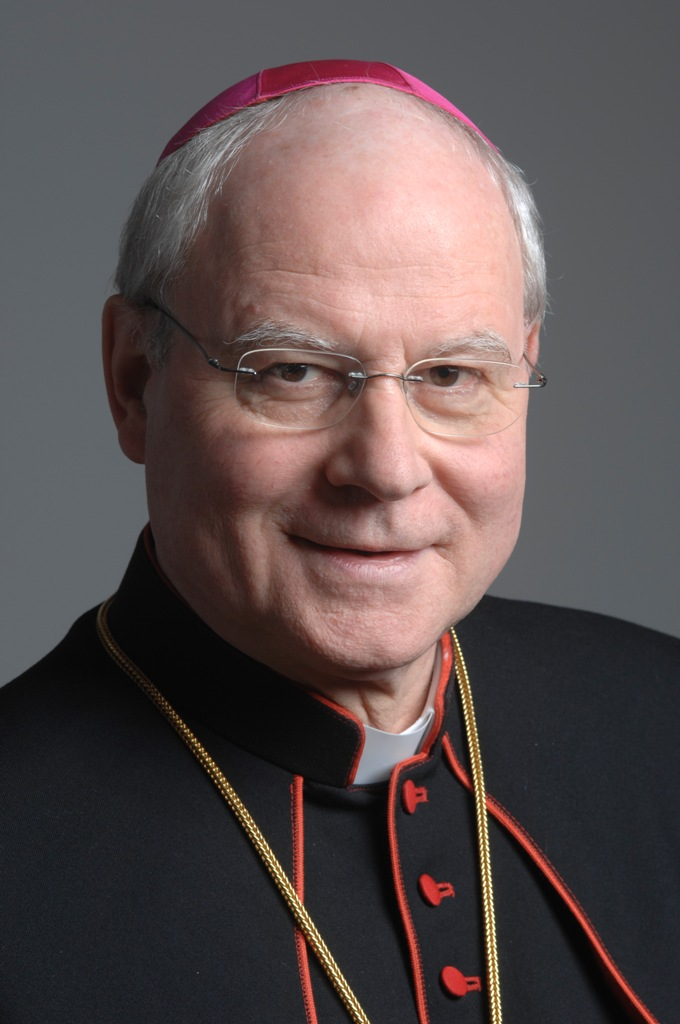
Konrad Zdarsam

- Franz Karl Joseph von Hohenlohe-Waldenburg-Schillingsfürst, fejedelem (1818–1819)
- Joseph Maria von Fraunberg, báró (1821–1824)
- Ignaz Albert von Riegg, O.S.A. (1824–1836)
- Peter von Richarz (1836–1855)
- Michael von Deinlein (1855–1858)
- Pankratius von Dinkel (1858–1894)
- Petrus von Hötzl, O.F.M. (1895–1902)
- Maximilian von Lingg (1902–1930)
- Joseph Kumpfmüller (1930–1949)
- Joseph Freundorfer (1949–1963)
- Josef Stimpfle (1963–1992)
- Viktor Josef Dammertz, O.S.B. (1993–2004)
- Walter Mixa (2005–2010)
- Konrad Zdarsam (2010– )

## Szomszédos egyházmegyék
- Feldkirchi egyházmegye (délnyugat)
- Rottenburg-Stuttgarti egyházmegye (nyugat)
- Bambergi főegyházmegye (észak)
- Eichstätti egyházmegye (északkelet)
- Regensburgi egyházmegye (északkelet)
- München-Freisingi főegyházmegye (délkelet)
- Innsbrucki egyházmegye (dél)